# Acanthodactylus felicis
Acanthodactylus felicis (південноаравійська гребнепала ящірка) — вид ящірок родини ящіркових (Lacertidae). Мешкає на Аравійському півострові. Вид названий на честь Arabia Felix (Щаслива або Родюча Аравія) — латинської назви на позначення Південної Аравії.

## Поширення і екологія
Південноравійські гребнепалі ящірки відомі з кількох місцевостей, розташованих в Ємені та Омані. Вони живуть на гравійних рівнинах, місцями порослих чагарниками, трапляються у ваді та на прибережних піщаних дюнах.

## Збереження
МСОП класифікує цей вид як вразливий. Acanthodactylus felicis загрожує знищення природного середовища.